# Fusiturris undatiruga
Fusiturris undatiruga is een slakkensoort uit de familie van de Clavatulidae. De wetenschappelijke naam van de soort is voor het eerst geldig gepubliceerd in 1838 door Bivona Ant. in Bivona And..